# Герб Мелитополя
Герб Мелито́поля (укр. Герб Мелітополя) — официальный символ Мелитополя Запорожской области Украины, утверждённый 29 августа 2003 года решением Мелитопольского городского совета.

## Описание
Евангелие и крест в нижней половине напоминают о поселении христиан в Мелитополе и его окрестностях в пору основания города. Соты намекают на название города: Мелитополь часто переводят с греческого как «медовый город». Подпись в нижней части герба является названием города на украинском языке — Мелітополь.

## История
В 1841 году станица Новоалександровская преобразована в город Мелитополь.
В 1834 году генерал-губернатор Таврической губернии М. С. Воронцова дал поручение губернской канцелярии подготовить проекты гербов уездов. В описании мелитопольского герба говорилось:
«5. Мелитопольского уезда — нагайская будка или кибитка, показывающая прежнее кочевое состояние сего народа, российский герб в верхней части, знаменующий водворение его в постоянных жилищах; Крест и Евангелие, означающие существование в сем уезде Христиан Евангелического вероисповедания».
Предложение утвердить гербы было подано в М. С. Воронцовым в Сенат в августе 1834 года. Однако проекты не были рассмотрены. 
В 1839 году Воронцов обратился за помощью в разработке гербов к Одесскому товариществу истории и древностей. От Одесского товарищества в разработке гербов принимали участие М. Мурзакевич и А. Скальковский, которые предложили сохранить в верхнем поле российского двуглавого орла, а внизу разместить ногайскую кибитку и Евангелие с крестом в нижнем зелёном поле. 
В 1840 году Ногайский уезд был выделен из Мелитопольского. Мурзакевич и Скальковский подготовили проекты гербов Ногайского и Мелитопольского уездов, разделив мелитопольский проект на две части. В проекте герба Ногайского уезда остались вверху на зеленом поле ногайская кибитка и серебряная соха, а внизу на синем поле чёрный железный трёхзубый якорь. А Мелитопольский герб теперь стал состоять из верхнего золотого поля с российским орлом с перуном и державой, внизу на зелёном поле золотой крест, положенный на золотое Евангелие.
Герб Мелитопольского уезда утверждён 17 ноября 1844 года вместе с другими гербами губернии:

В верхней половине щита, в зеленом поле, Российский Государственный герб — т. е. двуглавый чёрный орёл — в воспоминание покорения Тавриды победоносным оружием России, а в нижней половине, в зелёном поле золотая книга с крестом, в знак поселения в этом уезде христиан.

## Проект Б.Кене
В соответствии с геральдической реформой Б. Кёне, в 1868 году был подготовлен новый проект герба Мелитополя: «В зелёном щите золотая открытая книга, сопровождаемая в голове щита золотым крестом с лучами». Предусматривалось, что щит будут обрамлять колосья, перевязанные Александровской лентой. Проект не был утверждён.

## Советский период
После Октябрьской революции 1917 года о городских гербах надолго забыли. Попытки создать новый герб приходятся на конец 1966 года, когда в сентябре городской совет и горком компартии объявили конкурс на создание нового герба. В декабре был подведены промежуточные результаты. Однако начинание не получило логического завершения: был определен победитель конкурса, но полученный таким образом проект герба ни использовался, ни был принят официально. На рисунке, победившем на конкурсе, был изображён щит, раскрашенный в цвета государственного флага УССР (красный и синий), на поле которого находились колос (символ развитого сельскохозяйственного производства), шестерня (символ машиностроения) и фрагмент эмблемы моторного завода — на тот момент крупнейшего в городе. Но этот рисунок так и не был утвержден, и Мелитополь снова остался без герба.
В 1978 году горсоветом Мелитополя как герб был принят разработанный В. К. Стукановым (начальник бюро промышленной эстетики Производственного объединения «Мелитопольхолодмаш») знак. Он представлял щит, разрезанный на красное и синее (левую сторону щита). Посредине положены золотые половины шестерни и колос и знак Моторного завода в виде треугольника. В главе расположена надпись «Мелитополь». Символика герба должна была указывать на развитие в городе промышленности (в том числе и на Моторный завод) и сельского хозяйства края. Цвета полей были выбраны в соответствии с флагом РСФСР. Знак был принят к 35-летию освобождения города от немецких окупантов (одновременно это был год новой Конституции УССР и 60-летие создания КП(б)У).
В 1984 году к 200-летнему юбилею города был разработан новый проект герба: щит, в красном поле которого расположено стилизованное зелёное дерево, на синей основе щита размещена чёрная полушестерня краями вверх. В главе герба надпись «Мелитополь» на украинском языке. Проект нарушал геральдическое правило использования цветов: «не помещать финифть на финифть». Проект не был утверждён, но был использован при оформлении юбилейной стелы перед зданием городского комитета Компартии Украины (ныне управление Пенсионного фонда).
Во время «Перестройки» в конце 1990-х годов также была попытка создать новый герб, который отвечал бы правилам геральдики и символизировал именно Мелитополь. Городским Советом был проведён конкурс, но ни один из предложенных проектов не получил поддержки.

## Современный период
В начале 2000-х годов следующий Совет вместе с новым главой города В. В. Ефименко к созданию герба города привлекли киевского геральдиста Луиса Матяша. В августе 2003 года он подготовил два варианта герба: в одном в верхнем поле размещались черешеня, в другом — медовые соты. Из них специально созданная комиссия горсовета во главе с С. Вальтером избрала один и предложила на рассмотрение депутатов. 29 августа 2003 года решением горсовета № 1 он был утверждён. Описание герба:

Щит пересечён, вверху на золотом поле красная (так по факту, а в описании она названа «стальной») шестерня, на которую наложен цветок черешни с золотыми медовыми сотами в середине, внизу на зелёном поле раскрытая золотая книга с серебряными страницами, на которой золотой крест. Щит накладывается на положенные накрест золотые молоты.
Сам щит размещён в картуше, над ним находится башенная корона серебряного цвета, определяющая статус города, а за щитом — скрещенные молотки, которые, как и шестерня, символизируют доминирующие в городе различные отрасли промышленности.
Соты намекают на название города: Мелитополь часто переводят с греческого как «медовый город». Герб композиционно напоминает герб Мелитопольского уезда. Предусмотрен также и малый герб города, представляющий собой щит без обрамления.

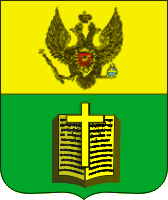
Герб Мелитопольского уезда, 1844 г.
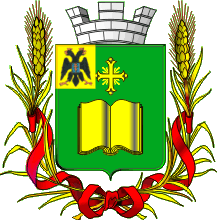
Проект герба города, 1868 г.
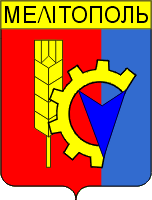
Герб Мелитополя, 1978 г.
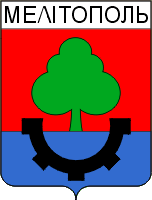
Проект герба, 1984 г.
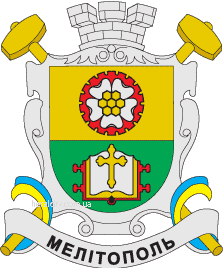
Герб Мелитополя с 2003 г.
Герб Мелитополя Запорожской ВГА России в 2022 году
Герб Мелитополя Запорожской ВГА России в 2023 году
Герб Мелитополя Запорожской ВГА России в 2023 году (с мечами)